# Jack Bell
John Bell detto Jack (Dumbarton, 6 ottobre 1869 – Wallasey, 12 aprile 1956) è stato un calciatore, allenatore di calcio e sindacalista britannico, fu tra i fondatori e primo presidente della Association Footballers' Union, il primo sindacato dei calciatori mai creato nel Regno Unito.

## Biografia
Nacque a Dumbarton in Scozia nel 1869, una volta terminata la sua carriera sportiva emigrò in Canada. Non si conosce la data esatta della sua morte, si sa però che nel 1951 era ancora in vita.

## Caratteristiche tecniche
Dotato di un fisico imponente venne sempre impiegato nel ruolo di ala, la stampa dell'epoca lo descriveva come un giocatore massiccio, veloce e dotato di un buon tiro. La sua possanza fisica era tale che un giorno scese in campo per disputare una partita nonostante fosse stato investito da un taxi poche ore prima.

## Carriera sportiva

### Giocatore

#### Club
Iniziò a giocare all'età di 15 anni con diverse squadre locali poi si unì al Dumbarton che si apprestava a giocare la Scottish Football League, il primo campionato ufficiale organizzato in Scozia. Con la maglia del Dumbarton vinse i campionati 1890-91 (a pari merito con i Rangers) e 1891-92 aggiudicandosi anche il titolo di capocannoniere di entrambi i tornei.
Nel 1892 passò al club inglese dell'Everton militante nella First Division. Con i Toffees di Liverpool giocò 6 stagioni, la squadra ottenne buoni piazzamenti in campionato e due partecipazioni alla finale di FA Cup (1892-93 e 1896-97) ma nessun trofeo. Il 10 aprile 1897 Bell segnò un gol nella finale di FA Cup  poi persa dall'Everton per 3-2 contro l'Aston Villa.
A causa di contrasti salariali lasciò l'Inghilterra per tornare a giocare in Scozia, dopo aver rifiutato un vantaggioso ingaggio offerto dal Tottenham, vestì per due stagioni la maglia del Celtic. Il trasferimento fece molto scalpore all'epoca, il manager Willie Maley spese 300 sterline per acquistare il giocatore dall'Everton, la cifra era molto alta per i tempi tanto che il quotidiano di Glasgow Evening Time uscì con un'edizione speciale per dare la notizia. Con i biancoverdi vinse due Scottish Cup (1898-99 e 1899-1900), nella prima delle due finali mise a segno una rete nella vittoria per 4-3 sul Queen's Park. Con il Celtic collezionò 46 presenze e 23 reti in tutte le competizioni, degna di nota quella segnata il 1º gennaio 1900 nella vittoria per 3-2 sui Rangers poiché fu il primo gol del Celtic realizzato nel XX secolo.
Nell'estate del 1900 tornò a giocare in un club inglese il New Brighton Tower, squadra del Merseyside militante in Second Division. Dal punto di vista sportivo l'annata 1900-01 fu positiva poiché la squadra concluse il campionato al 4º posto a pochi punti dalla vetta tuttavia a causa degli insostenibili costi di gestione il club si sciolse al termine della stagione. Bell chiuse il torneo con 22 presenze e 9 reti.
Nel 1901 tornò nuovamente all'Everton che gli offrì un contratto più vantaggioso del precedente. In totale durante le sue due esperienze all'Everton segnò 71 reti distribuite in 176 presenze.
Nel 1903 si trasferì al Preston North End militante in Second Division, durante la prima stagione con la nuova maglia collezionò 32 presenze e 10 reti contribuendo alla vittoria del campionato che valse la promozione in First Division. L'anno successivo fu vittima di diversi infortuni che ne limitarono il rendimento ma nella stagione 1905-06 ritrovò la forma e aiutò il club a raggiungere il secondo posto finale del torneo. In totale mise a segno 27 reti nelle varie competizioni disputate con il Preston. Si ritirò dal calcio giocato nel 1907.

#### Nazionale
Esordì con la maglia della nazionale scozzese il 29 marzo 1890 nella gara contro l'Irlanda valevole per il Torneo Interbritannico 1890. La prima rete con la maglia della nazionale arrivò alla sua seconda presenza, segnò l'unico gol scozzese nella sconfitta per 4-1 subita per mano dell'Inghilterra nel Torneo Interbritannico 1892. In totale collezionò 10 presenze nella nazionale maggiore tra il 1890 e il 1900, mettendo a segno 5 reti.

### Allenatore
Nel 1909 venne scelto per ricoprire il ruolo di allenatore del Preston North End, club con il quale aveva terminato la carriera da calciatore due anni prima.

## Attività sindacale
Tra la fine del XIX secolo e l'inizio del XX secolo la maggior parte dei giocatori erano dilettanti che percepivano paghe minime dai club e che quindi spesso avevano una seconda occupazione per mantenersi; Bell era uno dei pochi calciatori al quale era riconosciuto lo status di professionista e che percepiva uno stipendio sufficiente a mantenersi solo giocando. Quando la Football League decise di introdurre il salary cap Bell e gli altri giocatori professionisti si videro decurtare i propri ingaggi e decisero quindi di organizzarsi per opporsi a questa decisione. Nel febbraio 1898 fu fondata l'Association Footballers' Union (AFU), il primo sindacato dei calciatori, che si poneva l'obbiettivo di lottare per garantire i diritti dei giocatori di calcio. Jack Bell fu uno dei fondatori del sindacato e venne scelto per ricoprire la carica di presidente dell'associazione. Inizialmente circa 250 giocatori aderirono all'iniziativa ma il sindacato ben presto entrò in crisi a causa dei contrasti interni, infatti già nel 1899 molti membri accettarono di giocare in squadre della Southern Football League (campionato che si era costituito come alternativa alla Football League) che offrivano ingaggi più elevati. Quando Bell decise di lasciare l'Inghilterra per tornare a giocare in Scozia abbandonò la presidenza dell'AFU che venne affidata a Bob Holmes.

## Statistiche

### Cronologia presenze e reti in nazionale
| Cronologia completa delle presenze e delle reti in nazionale ― Scozia | Cronologia completa delle presenze e delle reti in nazionale ― Scozia | Cronologia completa delle presenze e delle reti in nazionale ― Scozia | Cronologia completa delle presenze e delle reti in nazionale ― Scozia | Cronologia completa delle presenze e delle reti in nazionale ― Scozia | Cronologia completa delle presenze e delle reti in nazionale ― Scozia | Cronologia completa delle presenze e delle reti in nazionale ― Scozia | Cronologia completa delle presenze e delle reti in nazionale ― Scozia |
| Data                                                                  | Città                                                                 | In casa                                                               | Risultato                                                             | Ospiti                                                                | Competizione                                                          | Reti                                                                  | Note                                                                  |
| --------------------------------------------------------------------- | --------------------------------------------------------------------- | --------------------------------------------------------------------- | --------------------------------------------------------------------- | --------------------------------------------------------------------- | --------------------------------------------------------------------- | --------------------------------------------------------------------- | --------------------------------------------------------------------- |
| 29-3-1890                                                             | Belfast                                                               | Irlanda                                                               | 1 – 4                                                                 | Scozia                                                                | Torneo Interbritannico 1890                                           | -                                                                     |                                                                       |
| 2-4-1892                                                              | Glasgow                                                               | Scozia                                                                | 1 – 4                                                                 | Inghilterra                                                           | Torneo Interbritannico 1892                                           | 1                                                                     |                                                                       |
| 4-4-1896                                                              | Glasgow                                                               | Scozia                                                                | 2 – 1                                                                 | Inghilterra                                                           | Torneo Interbritannico 1896                                           | 1                                                                     |                                                                       |
| 3-4-1897                                                              | Londra                                                                | Inghilterra                                                           | 1 – 2                                                                 | Scozia                                                                | Torneo Interbritannico 1897                                           | -                                                                     |                                                                       |
| 2-4-1898                                                              | Glasgow                                                               | Scozia                                                                | 1 – 3                                                                 | Inghilterra                                                           | Torneo Interbritannico 1898                                           | -                                                                     |                                                                       |
| 18-3-1899                                                             | Wrexham                                                               | Galles                                                                | 0 – 6                                                                 | Scozia                                                                | Torneo Interbritannico 1899                                           | -                                                                     |                                                                       |
| 5-3-1899                                                              | Glasgow                                                               | Scozia                                                                | 9 – 1                                                                 | Irlanda                                                               | Torneo Interbritannico 1899                                           | 1                                                                     |                                                                       |
| 8-4-1899                                                              | Birmingham                                                            | Inghilterra                                                           | 2 – 1                                                                 | Scozia                                                                | Torneo Interbritannico 1899                                           | -                                                                     |                                                                       |
| 3-2-1900                                                              | Aberdeen                                                              | Scozia                                                                | 5 – 2                                                                 | Galles                                                                | Torneo Interbritannico 1900                                           | 1                                                                     |                                                                       |
| 7-4-1900                                                              | Glasgow                                                               | Scozia                                                                | 4 – 1                                                                 | Inghilterra                                                           | Torneo Interbritannico 1900                                           | 1                                                                     |                                                                       |
| Totale                                                                |                                                                       | Presenze                                                              | 10                                                                    |                                                                       | Reti                                                                  | 5                                                                     |                                                                       |

## Palmarès

### Club
- Campionato scozzese: 2

Dumbarton: 1890-1891, 1891-1892
- Coppa di Scozia: 2

Celtic: 1898-1899, 1899-1900
- Second Division: 1

Preston North End: 1903-1904

### Individuali
- Capocannoniere del campionato scozzese: 2

1890-1891 (20 reti), 1891-1892 (23 reti)